# Хлапето Рик
„Хлапето Рик“ (на английски: White Boy Rick) е американска криминална драма от 2018 г. на режисьора Ян Деманж, сценарият е на Анди Уайс, Логан Милър и Ник Нилър, и участват Матю Макконъхи, Ричи Мерит, Бел Паули, Дженифър Джейсън Лий, Браян Тайри Хенри, Рори Кокран, Ар Джей Тайлър, Джонатан Мейърс, Еди Марсан, Брус Дърн и Пайпър Лори. Филмът е свободно базиран на историята на Ричард Уерш младши, който става най-младият информант на ФБР на 14-годишна възраст през 1980-те години.
Премиерата на филма се състои във филмовия фестивал в „Телурайд“ на 31 август 2018 г. и е пуснат по кината в Съединените щати на 14 септември 2018 г. от „Сони Пикчърс Релийзинг“. Получава смесени отзиви от критиците и печели повече 25 млн. щ.д., 4 млн. за кратко и при бюджета си от 29 млн. щ.д.